# Túber cinereum

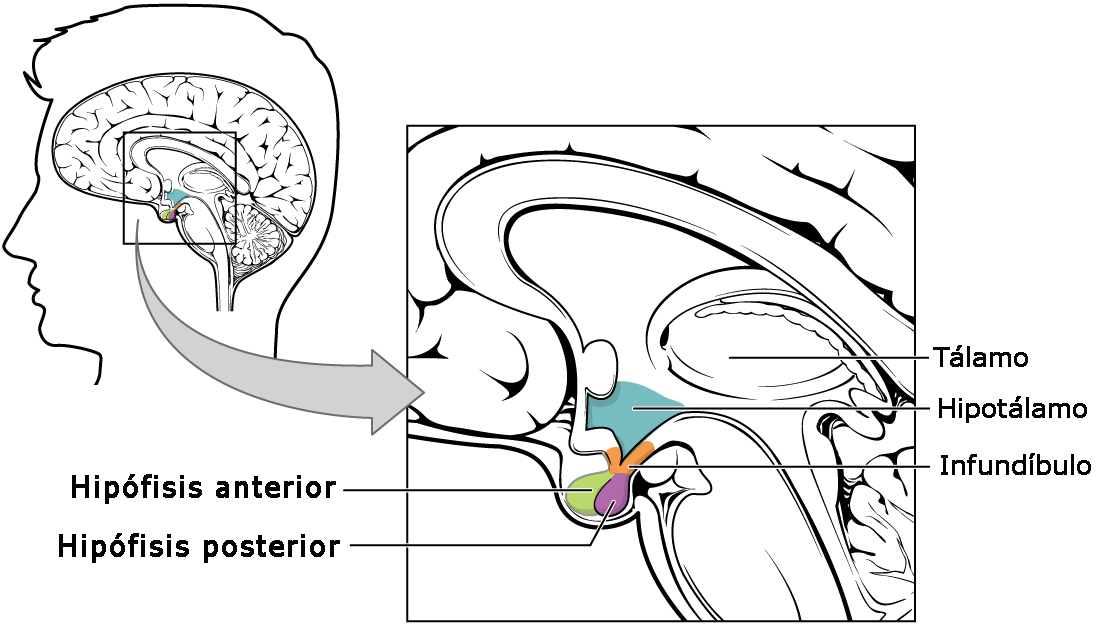
Localización del hipotálamo en relación con la hipófisis y el cerebro

Se conoce como túber cinereum a una porción del cerebro que forma parte del hipotálamo y está formado por materia gris. Se localiza en el piso del tercer ventrículo entre los cuerpos mamilares y el quiasma óptico. Está unido a la hipófisis a través del infundíbulo.

## Estructura
Alberga los núcleos tuberal y tuberomamilar Lateralmente se continúa con la sustancia perforada anterior  y anteriormente con una lámina delgada, la lámina terminal. Por abajo se continua con el  tallo hipofisario o infundíbulo por el que se une al lóbulo posterior de la hipófisis.